# Raffaello

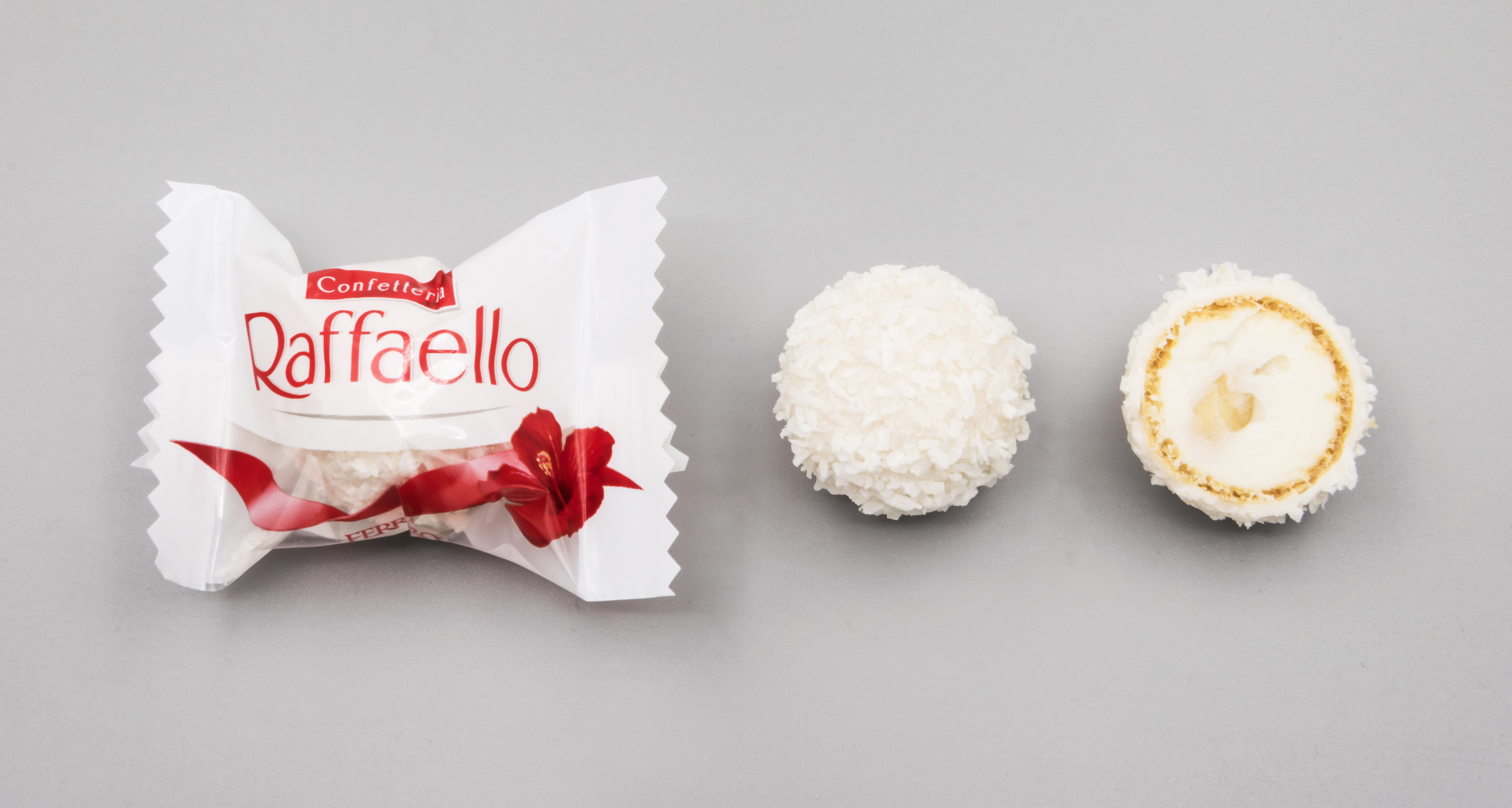
Raffaello

Raffaello ist eine kugelförmige Kokos-Mandel-Süßware des Herstellers Ferrero, die 1990 unter der Marke auf den Markt gebracht wurde.

## Aufbau und Zutaten
Raffaello besteht aus einer kugelförmigen Waffel, die mit einer weißen Milchcreme und einer weiß blanchierten Mandel gefüllt ist. Sie ist umhüllt von einer Kokosschicht. Raffaello enthält keine Schokolade, auch keine weiße. Enthalten ist jedoch Lactose, was Raffaello für laktoseintolerante Konsumenten unverträglich macht. Ebenso sind Mandeln statt Haselnüssen enthalten, was zumindest für Haselnuss-Allergiker relevant ist. Der Gesamtmandelanteil macht 8 Prozent des Gewichts aus, der Gesamtkokosanteil 23,5 Prozent.
Laut Zutatenliste enthält Raffaello:
- Pflanzliche Fette (Palm, Shea)
- Kokosraspel
- Zucker
- Magermilchpulver
- Mandel
- Weizenmehl
- Süßmolkenpulver
- Natürliches Aroma
- Emulgatoren Lecithine (Soja)
- Backtriebmittel Natriumhydrogencarbonat
- Salz
- Vanillin

Ebenso wie im Falle des ebenfalls von Ferrero produzierten Produkts Rocher und der Gebäckkugel Giotto suggeriert die Werbung für das Produkt, es handele sich um eine exklusive Ware. Die Betonung der Tatsache, dass Raffaello keine Kakaobestandteile enthält, ist konstitutiv für das Image des Produkts.
Nach dem deutschen Werbeslogan der „German Kleinigkeit“, die in den USA begehrt sei, wirbt Ferrero aktuell (seit Mai 2008) mit „vollkommen … ohne Schokolade“. Dies ist offensichtlich doppeldeutig, da es auf die oben erwähnte vollkommene, also gänzliche Abwesenheit von Schokolade anspielt, aber auch die ebenfalls erwähnte „Exklusivität“ als „vollkommenes“ Produkt hervorhebt.

## Weihnachtsverteuerung
2010 wurde Raffaello in der Weihnachtsverpackung laut dem NDR-Verbrauchermagazin Markt fast zum Dreifachen des normalen Preises verkauft (50 gegenüber 18 Cent pro Kugel).

## Nachahmprodukt
In der Ukraine existiert ein Nachahmprodukt des Unternehmens Landrin mit ähnlichem Design und Rezeptur, gegen das Raffaello bisher einen zwei Jahre dauernden Rechtsstreit verlor, während es seine Rechte gegen das Unternehmen Landrin in Russland, Lettland und Georgien durchsetzen konnte.

## Inhaltsangabe
Am 1. November 2017 wurde ein Urteil des Frankfurter Landgerichts – noch nicht rechtskräftig, weil Ferrero dagegen Berufung eingelegt hat – bekanntgegeben, das besagt, dass das herstellende Unternehmen nicht nur die Inhaltsmenge, sondern auch die Stück-Anzahl auf der Packung angeben muss. „Verbraucher müssen die Anzahl entweder sehen können, oder sie muss auf der Verpackung stehen. Nur so können sie unserer Ansicht nach die Menge richtig einschätzen“, so Wiebke Franz von der Verbraucherzentrale Hessen.